# Budapesthez kapcsolódó külföldi filmek listája
Budapest számos nemzetközi filmprodukció készítésének adott otthont, több film jelenetét forgatták itt. Emellett egyre gyakrabban tűnik fel a filmvásznon Budapest a cselekmény helyszíneként is.
Az 1990-es évek óta Budapest számos nemzetközi filmes produkciónak adott otthont. Ennek okairól a filmproducer, André Szőts az Eötvös Loránd Tudományegyetem tartott előadásán, valamint 2004-ben a Magyar Televíziónak adott interjújában számolt be. Szőts szerint Magyarországon egyrészt viszonylag alacsonyak a költségek (pl. a bérek sokkal alacsonyabbak, mint bármelyik nyugati európai országban), másrészt Budapest megőrizte változatos képét: különböző korokból származó épületei bármely nagy európai város megjelenítésére alkalmasak. Szőts egy francia filmet hozott fel példaként, amelyben Budapest 30 különböző várost testesített meg.[forrás?]

## Filmek és sorozatok, amelyeket Budapesten forgattak és Budapesten is játszódnak
- Étoile (1988)
- Music Box (Zenélő doboz, 1989)
- Üvöltés V: A legenda újjászületik (1989)
- Cremaster 5 (1997)
- Au Pair (1999)
- Kezdetben vala (In the Beginning, tévésorozat, 2000)
- Amerikai rapszódia (2001)
- A végső játszma (Last Run, 2001)
- Én, a kém (2002)
- Underworld (2003)
- 8mm 2 (2005)
- A szállító 3. (2008)
- Iris (koreai akciósorozat, 2009)
- Budapest (2009)
- Budapest (2010)
- La Rafle (2010)
- Carlos (Carlos the Jackal) (2010)
- Mission: Impossible – Fantom protokoll (2011)
- Budapest Diary, (dél-koreai rövidfilm, főszerepben: Csang Gunszok, 2011)
- Iris II (dél-koreai televíziós sorozat, 2013)
- Doctor Stranger (dél-koreai televíziós sorozat) (2014)[1]
- A kém (2015)
- A sakkverseny (The Tournament, francia dráma, 2015)
- Vörös veréb (2017)
- Man to Man (dél-koreai televíziós sorozat, 2017)[2]
- A kém, aki dobott engem (2018)[forrás?], más városok jeleneteit is Budapesten forgatták
- Gemini Man (2019)
- Bloodshot (2020)
- Fekete Özvegy (2021)
- A kiküldetés (2024)

## Filmek, sorozatok, melyeket Budapesten forgattak, de más városban játszódnak
Az alábbi filmek egyes jeleneteit Budapesten forgatták, azonban a jelenetek valamely más városban játszódnak.
- Párizs:
  - Menekülés a győzelembe (1981)
  - Cyrano de Bergerac (1990)
  - M. Butterfly (1993)
  - Szerepcsere (harlequin film) (1994)
  - Bel Ami – A szépfiú (2012)
- Moszkva:
  - Vörös zsaru (1988)
  - Die Hard 5 (2012)
  - Z világháború (2013)
  - Mortal Kombat (1995)
- Buenos Aires:
  - Evita (1996)
  - Il fantasma dell'opera (1998)
- Róma:
  - Hum Dil De Chuke Sanam (1999)
  - A rítus (2011)
- Kelet-Berlin:
  - Kémjátszma (2001)
  - Az adósság (2010)
- Berlin:
  - Max (2002)
  - A csíkos pizsamás fiú (2008)
  - Atomszőke (2017)
- képzeletbeli város:
  - Underworld (2003), helyszín: Ferenciek tere,[3] Gozsdu udvar[4]
  - A katedrális (2010)
  - Tömegsír (2012)
  - Robin Hood (film, 2018) (2018)[forrás?]
  - Six Underground – Hatan az alvilágból (2020)
- London: Csodálatos Júlia (2004)
- Többek között:
  - Róma, Párizs, Hollandia és London: München (2005)
  - Bécs, Berlin, Párizs, Prága stb (Budapest is): A kém, aki dobott engem (2018)[forrás?]
- Bécs: Diótörő 3D (2010)
- Szmirna/Izmir: Boszorkányvadászat (2011)
- Kaledónia: A sas (2011)
- Monte-Carlo: Csajok Monte-Carlóban (2011)
- Firenze: Borgiák (2011)
- Baltimore: A holló (2012)
- Houston, Peking, marsi űrállomás és további helyszínek: Mentőexpedíció (2015)
- Prága: HHhH (2015)[5]
- New York: The Alienist
- Las Vegas: Blade Runner 2049 (2017)
- Barcelona: Memories of the Alhambra (dél-koreai televíziós sorozat, 2018)[6][7]
- Szerbia: Lopakodók 2. (2002)
- Bosznia-Hercegovina: A vér és méz földjén (2012)
- Románia: Drakula (televíziós sorozat) (2013)

## Filmek, melyek Budapesten játszódnak, de nem ott készültek
A következő filmek egyes részei, jelenetei Budapesten játszódnak, de a jeleneteket nem Budapesten forgatták.
- Ladies in Love (1936)
- Saroküzlet (1940)
- MacGyver sorozat Thief of Budapest c. epizódja (1985)
- Az elveszett ereklyék fosztogatói sorozat Az elátkozott jogar és a Kőbe zárva c. epizódjai (1999-2002)
- Van Helsing (2004)

## Zenei videóklipek, melyeket részben vagy egészben Magyarországon forgattak
- Avicii - For A Better Day
- Avicii - Pure Grinding
- Michael Jackson – History
- Gwen Stefani – Early Winter
- Jovanotti – Mi fido di te
- Ziggi Ricado – Need To Tell You This
- Lenny Kravitz – Dancing Till Dawn
- Selena Gomez – Round & Round
- Katy Perry – Firework
- Sarah Connor – From Sarah with love
- Arash – Pure Love
- Deepside Deejays – Never Be Alone
- David Deejay ft. Dony – So Bizarre
- Groove Coverage – Moonlight Shadow
- maNga – Cevapsız Sorular
- Jolin Tsai – Wonder in Madrid
- Ela Rose Featuring David Deejay – I Can Feel
- Jamie Woon – Lady Luck
- Liberty X – Holding On For You
- Clueso – Mitnehm
- The Chemical Brothers – The Boxer
- Mylène Farmer – Désenchantée (1991)
- Teen Top – Missing
- Davichi – 행복해서 미안해 (Sorry, I'm Happy)
- Ellie Goulding – Close to me
- Che Sudaka - Mentira Politika
- Will Smith, Nicky Jam, Era Istrefi, Diplo -  Live It Up (Official Song 2018 FIFA World Cup Russia)

## Fordítás
- Ez a szócikk részben vagy egészben  a   List of films shot in Budapest című angol Wikipédia-szócikk ezen változatának fordításán alapul.  Az eredeti cikk szerkesztőit annak laptörténete sorolja fel. Ez a jelzés csupán a megfogalmazás eredetét és a szerzői jogokat jelzi, nem szolgál a cikkben szereplő információk forrásmegjelöléseként.